# Ley de la selva
La ley de la selva es el nombre dado popularmente al funcionamiento social en ausencia de toda ley, presuponiendo que se impondrá la tiranía de los más fuertes, en analogía al funcionamiento, real o supuesto, del mundo animal. Generalmente implica una valoración negativa de dicha "ley", y una defensa de la existencia de la Ley y el Orden.
La frase fue introducida en la obra de Rudyard Kipling de 1894 El libro de la selva.
También se llama la ley del más fuerte. Esto también hace referencia a: "El pez grande se come al chico", etc. El verdadero significado de esta es que el más fuerte predomina sobre los demás, pero para uno más fuerte hay otro más fuerte